# Cis-ブテン-1,4-ジオール
cis-ブテン-1,4-ジオール（英語: cis-butene-1,4-diol）は、エンドスルファンの合成に使われる化合物である。ヘキサクロロシクロペンタジエンと反応してエンドスルファンジオールとなる。次にエンドスルファンジオールを塩化チオニルと反応させると、エンドスルファンが生成する。